# Nicki Hunter
Nicki Hunter (Lake Worth, 19 dicembre 1979) è un'ex attrice pornografica, regista e produttrice cinematografica statunitense.

## Biografia
Nata a Lake Worth, in Florida, ha iniziato la carriera di attrice pornografica nel 2003. Nel 2005 ha esordito anche come regista con il film Psychotic. Lavora nell'industria del cinema per adulti anche come produttrice e truccatrice.
Nel 2006 ha vinto l'XRCO Award come "Female Performer of the year". Nel 2010 ha ottenuto l'AVN Award nella categoria "best makeup" e il NightMoves Award come "miss congeniality". È apparsa anche in un annuncio di servizio pubblico diretto da Michael Whiteacre per la Free Speech Coalition sul tema della violazione del copyright dei contenuti per adulti.
Nel 2014 si è definitivamente ritirata come attrice pornografica anche se ha continuato a lavorare nel settore come regista e produttrice.
Ha inoltre lavorato per alcuni anni con Playboy Radio e ha un suo show su Vivid Radio. Nel 2020 è stata inserita nella Hall of Fame degli AVN Awards.

### Vita privata
Sposata con l'attore pornografico Jason Horne, hanno due figli. All'inizio del 2007, alla Hunter viene diagnosticata una forma complessa di cancro rivolta al sistema linfatico. A seguito della sua improvvisa incapacità di lavorare dovuta alla malattia, diverse figure appartenenti all'industria cinematografica pornografica hanno sostenuto una raccolta fondi per aiutarla a compensare le spese mediche sostenute.

## Riconoscimenti
- AVN Awards
  - 2010 – Best Makeup per The 8th Day[17]
  - 2020 – Hall of Fame - Video Branch[18]
- XRCO Award
  - 2006 – Female Performer Of The Year[19]

## Filmografia parziale
- Squirt in My Gape 2 (2007)
- M.I.L.F. Mouths (2006)
- Big Wet Tits 3 (2006)
- Hand Job Hunnies 9 (2005)
- She Squirts 14 (2004)
- Semen Demons (2004)
- Swallow My Squirt 2 (2005)